# Trigonoptera woodfordi

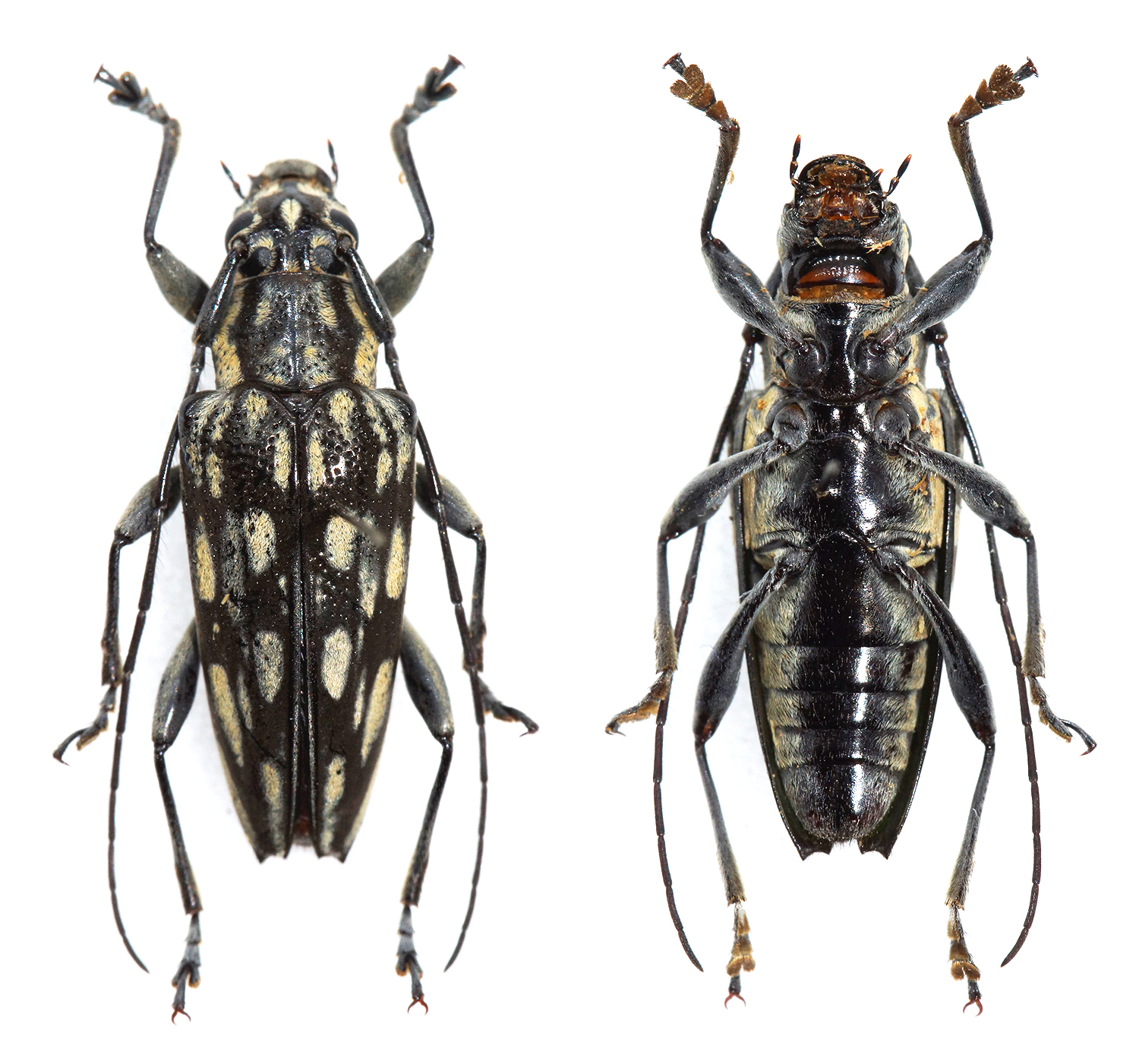
Trigonoptera

Trigonoptera woodfordi is een keversoort uit de familie van de boktorren (Cerambycidae). De wetenschappelijke naam van de soort werd voor het eerst geldig gepubliceerd in 1888 door Gahan.